# Lijst van vlaggen van Trinidad en Tobagoaanse deelgebieden
Dit artikel bevat een lijst van vlaggen van Trinidad en Tobagoaanse deelgebieden.

## Vlaggen van de regio's

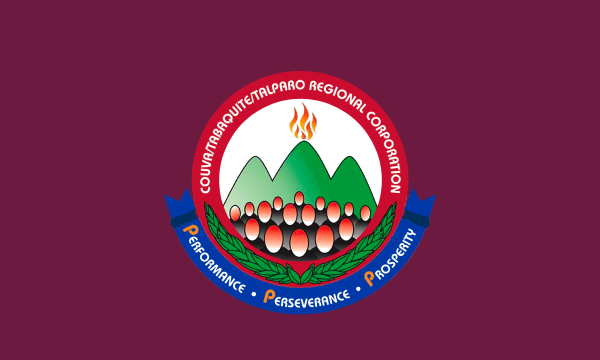
Couva - Tabaquite - Talparo
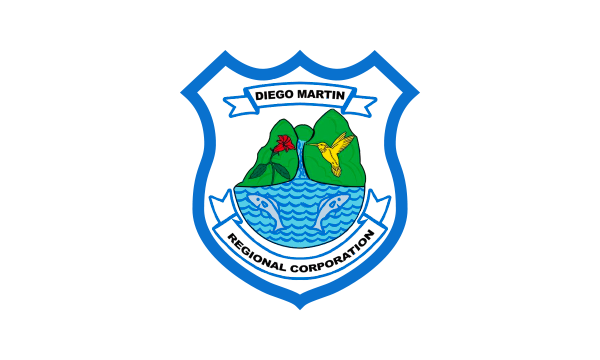
Diego Martin
Penal - Debe
Princes Town
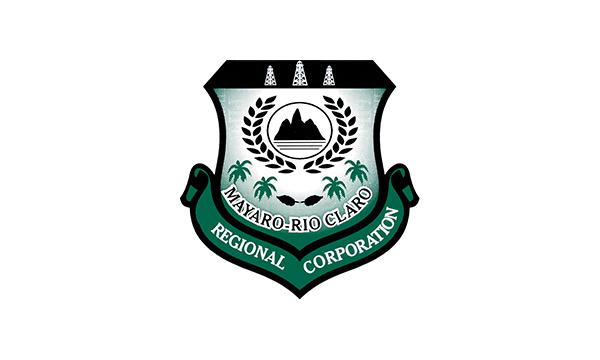
Rio Claro - Mayaro
Sangre Grande
San Juan - Laventille
Siparia
Tunapuna - Piarco

## Vlaggen van de steden

Port of Spain
San Fernando

## Vlaggen van de boroughs

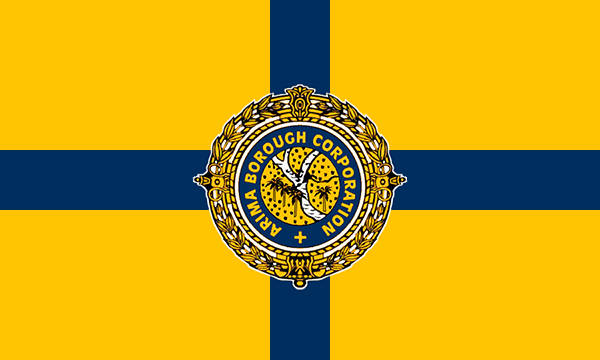
Arima
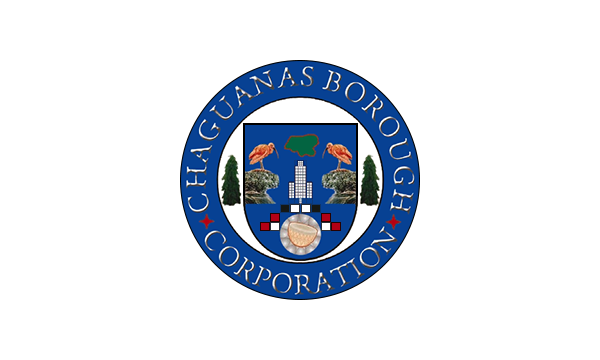
Chaguanas
Point Fortin

## Vlaggen van de eilanden

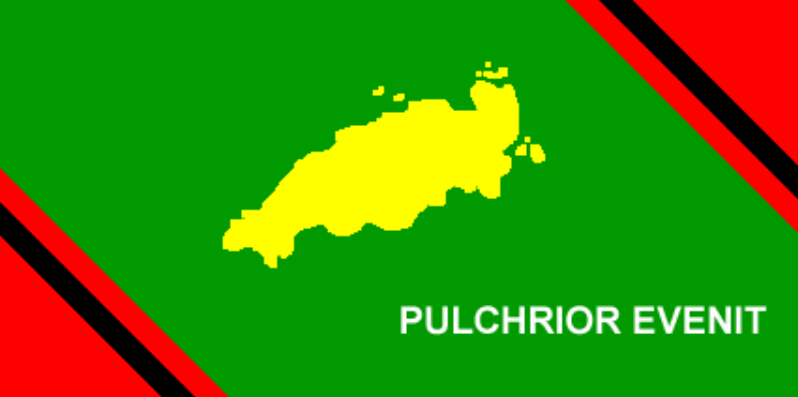
Tobago